# 9621 Michaelpalin
9621 Michaelpalin là một tiểu hành tinh vành đai chính ở vành đai tiểu hành tinh giữa Sao Hỏa và Sao Mộc.